# Anastasie d'Illyrie
Pour les articles homonymes, voir Sainte Anastasie.
Anastasie d'Illyrie  (Rome, IIIe siècle - Sirmium, 25 décembre 304) est une martyre chrétienne reconnue sainte par l'Église catholique et l'Église orthodoxe. La basilique Sant'Anastasia al Palatino de Rome lui est dédiée.

## Biographie
Romaine d'origine, elle est mariée à un débauché nommé Publius. Elle est jetée par lui dans une prison où elle rencontre saint Chrysogone, qui fait son éducation chrétienne. Selon une autre version, elle est initiée à la vie chrétienne par saint Chrysogone. Apprenant qu'il est en prison à Aquilée, elle accourt de Rome pour soulager ses peines et elle est emprisonnée à son tour.

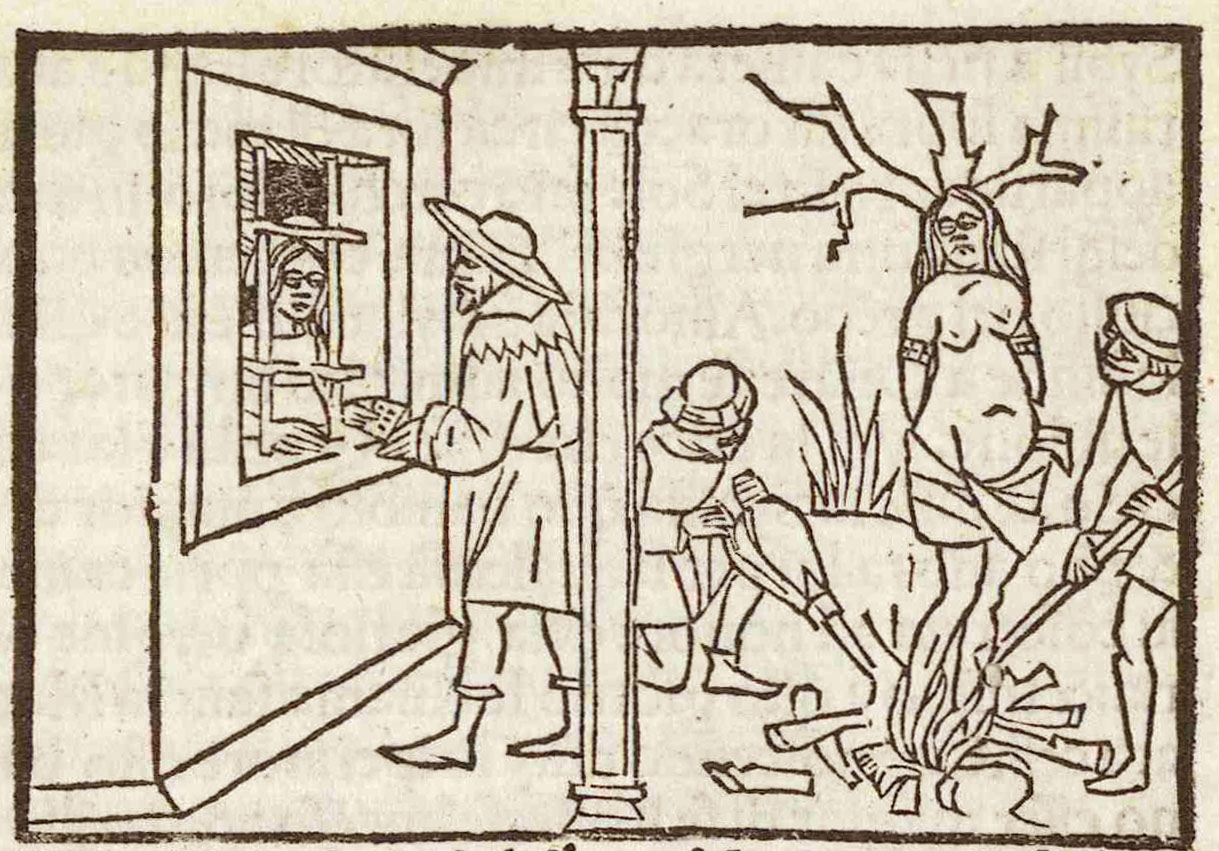
Le martyre du Anastasie dans La Légende dorée (1497).

Elle va ensuite de prison en prison, avant d'être embarquée sur un navire avec un autre chrétien et cent trente païens accusés de crimes de droit commun. Percé de toutes parts et livré à lui-même, le bateau aurait dû sombrer, mais il n'en est rien et Anastasie se retrouve sur l'île de Palmeruola dans l'archipel de Ponza où d'autres chrétiens avaient déjà été déportés. Tous y sont martyrisés, et pour sa part Anastasie est brûlée selon les uns, décapitée selon d'autres.
Elle a pour compagnons de martyr, en plus de saint Chrysogone, saint Zoïle, et les trois jeunes filles originaires de Thessalonique les saintes Agapé, Chionia et Irène. Mais cette association est contestée par certains historiens qui placent à Thessalonique le martyre de l'ascète Zoïle et des trois jeunes filles.
Elle est sûrement l'inspiratrice de l'Apocalypse d'Anastasie créé entre 506 et 507.

## Vénération
Fête : le 22 décembre.
Les catholiques la célébraient autrefois le 25 décembre, mais par souci d'œcuménisme sa fête a été déplacée au 22 [réf. souhaitée], où elle figure dans les calendriers orthodoxes. Ses reliques sont apportées de Rome à Constantinople vers 470 où elles suscitent une grande dévotion. Les reliques d'Anastasie sont aujourd'hui dans la cathédrale Sainte-Anastasie de Zadar (Croatie). Le titre de Pharmacolytria serait dû aux nombreux miracles qu'elles ont opérés.